# Eran Zahawi
Eran Zahawi (hebr. ערן זהבי, ur. 25 lipca 1987 w Riszon le-Cijjon) – izraelski piłkarz występujący na pozycji napastnika w izraelskim klubie Maccabi Tel Awiw. Od roku 2010 reprezentant Izraela.

## Kariera klubowa
Karierę piłkarską Zahawi rozpoczął w klubie Hapoel Tel Awiw. Następnie w 2006 roku został wypożyczony do drugoligowego Ironi Nir Ramat ha-Szaron. W klubie tym zadebiutował 12 stycznia 2007 w zremisowanym 1:1 wyjazdowym meczu z Hapoelem Hapoel Ironi Kirjat Szemona. 16 lutego 2007 w meczu z Hapoelem Bene Lod (2:1) strzelił swojego pierwszego gola w lidze.
W 2008 roku Zahawi wrócił do Hapoelu. Zadebiutował w nim 1 września 2008 w zremisowanym 2:2 meczu z Hakoah Amidar Ramat Gan. W sezonie 2009/2010 przyczynił się do wywalczenia przez klub mistrzostwa Izraela. Jesienią 2010 awansował z Hapoelem do fazy grupowej Ligi Mistrzów.
W 2011 roku Zahawi został zawodnikiem włoskiego US Palermo. Grał w nim przez półtora roku. W 2013 roku wrócił do Izraela i został piłkarzem Maccabi Tel Awiw. W sezonie 2012/2013 wywalczył z nim mistrzostwo kraju, podobnie jak w sezonie 2013/2014 i 2014/2015 (zdobył również Puchar Izraela). Trzykrotnie był też królem strzelców ligi.
W 2016 roku Zahawi przeszedł do chińskiego Guangzhou R&F. Następnie, 20 września 2020 podpisał dwuletni kontrakt z PSV Eindhoven.
| Sezon   | Klub             | Kraj   | Rozgrywki    | Mecze | Bramki |
| ------- | ---------------- | ------ | ------------ | ----- | ------ |
| 2006/07 | Ironi Nir        | Izrael | Liga Leumit  | 17    | 2      |
| 2007/08 | Ironi Nir        | Izrael | Liga Leumit  | 28    | 7      |
| 2008/09 | Hapoel Tel Awiw  | Izrael | Ligat ha’Al  | 28    | 7      |
| 2009/10 | Hapoel Tel Awiw  | Izrael | Ligat ha’Al  | 33    | 11     |
| 2010/11 | Hapoel Tel Awiw  | Izrael | Ligat ha’Al  | 33    | 9      |
| 2011/12 | US Palermo       | Włochy | Serie A      | 20    | 2      |
| 2012/13 | US Palermo       | Włochy | Serie A      | 3     | 0      |
| 2012/13 | Maccabi Tel Awiw | Izrael | Ligat ha’Al  | 16    | 7      |
| 2013/14 | Maccabi Tel Awiw | Izrael | Ligat ha’Al  | 34    | 29     |
| 2014/15 | Maccabi Tel Awiw | Izrael | Ligat ha’Al  | 34    | 28     |
| 2015/16 | Maccabi Tel Awiw | Izrael | Ligat ha’Al  | 36    | 25     |
| 2016    | Guangzhou R&F    | Chiny  | Super League |       |        |

## Kariera reprezentacyjna
W swojej karierze Zahawi rozegrał jedno spotkanie w reprezentacji Izraela U-21. W dorosłej reprezentacji zadebiutował 2 września 2010 roku w wygranym 3:1 spotkaniu eliminacji do Euro 2012 z Maltą.
W 2022 nie zagrał w żadnym meczu reprezentacji, z powodu kontuzji kolana doznanej w 2021 oraz nieporozumienia w kwestii zakwaterowania.